# 10500 Nishi-koen
10500 Nishi-koen (1987 GA) là một tiểu hành tinh vành đai chính được phát hiện ngày 3 tháng 4 năm 1987 bởi M. Koishikawa ở trạm Ayashi thuộc đài thiên văn Sendai.